# Dorcadion thessalicum
Espèce
Synonymes
- Dorcadion (Cribridorcadion) thessalicum Pic, 1916[1]
- Dorcadion meteorum Breuning, 1969[1]
- Pedestredorcadion thessalicum (Pic, 1916)[1]

Dorcadion thessalicum est une espèce de coléoptères de la famille des Cerambycidae et qui se rencontre en Bulgarie et en Grèce.

## Systématique
L'espèce Dorcadion thessalicum a été décrite en 1916 par l'entomologiste français Maurice Pic (1866–1957).

## Liste des sous-espèces
Selon BioLib (21 juillet 2021) :
- Dorcadion thessalicum gioachinoi Pesarini & Sabbadini, 2007
- Dorcadion thessalicum pelionense Breit, 1923
- Dorcadion thessalicum thessalicum Pic, 1916